# Derelophis reticulatus
Derelophis reticulatus là một loài bọ cánh cứng trong họ Cerambycidae.